# Internet Game Database
Internet Game Database is een online database met als doel het verzamelen, bewaren en verspreiden van kennis over videospellen. Ondanks de algemene term 'spel' in de naam van de website, focust de website alleen op videospellen.
Het project was gelanceerd in gesloten beta in 2012. Sinds 6 april 2015 is de website open beta, het is dus beschikbaar voor iedereen. Op juni 2015 bevatte IGDB meer dan 10.000 unieke spellen, 5.600 videogame bedrijven en bijna 80.000 ontwikkelaars. De informatie wordt ingezonden door 3600 geregistreerde gebruikers. Volgens hun FAQ, is al de informatie gevalideerd door hun beheerders.
Een van de belangrijkste kenmerken van IGDB is hun scoresysteem. Geregistreerde gebruikers kunnen videospellen een score geven tussen 0 en 10. Een ander opvallend kenmerk is hun forum, zodat de gebruikers videospellen kunnen bespreken met elkaar. De site ondersteunt ook academisch onderzoek naar videospellen door middel van een systeem dat wetenschappelijke teksten gecategoriseerd.